# الگ باسیلاشویلی
اُلِـگ والریانویچ باسیلاشویلی (به گرجی: ოლეგ ბასილაშვილი)؛(زادهٔ ۲۶ سپتامبر ۱۹۳۴) بازیگر گرجی اهل روسیه است.
از فیلم‌ها یا برنامه‌های تلویزیونی که وی در آن نقش داشته‌است* می‌توان به ماراتن پاییزی، ماجراهای اداره و ابله اشاره کرد.
وی همچنین برندهٔ جوایزی همچون جایزه هنرمند مردمی اتحاد جماهیر شوروی، نشان دوستی، و هنرمند مردمی جمهوری شوروی فدراتیو سوسیالیستی روسیه شده‌است.